# Franz Suter
Franz Suter (Gränichen, 13 maart 1890 - Courbevoie (Frankrijk), 1 juni 1914) was een Zwitsers wielrenner. Franz Suter kwam uit een grote Zwitserse wielerfamilie: onder meer zijn broers Heiri, Paul en Max waren ook goede renners.
Op een trainingsrit met zijn broer Paul werd hij op een spoorwegovergang door een trein gegrepen. Hij werd 24 jaar.

## Belangrijkste overwinningen
1911
- Zesdaagse van Hamburg; + Paul Suter
- München-Zürich
- Zürich-München

1912
- Neurenberg-München-Neurenberg
- Rund um die Lausitz
- Wenen-Berlijn

- Bibliothèque nationale de France: cb149763109 (data)
- International Standard Name Identifier: 0000 0004 5095 999X
- Virtual International Authority File: 316737122